# Vågekvation

Endimensionell stående våg som en superposition av två vågor som färdas i motsatta riktningar

En vågekvation är en partiell differentialekvation som beskriver beteendet hos olika typer av vågor, som exempelvis ljudvågor, ljusvågor och vattenvågor.
I en dimension är den homogena vågekvationen:
{\displaystyle {\frac {\partial ^{2}\xi }{\partial t^{2}}}=v^{2}{\frac {\partial ^{2}\xi }{\partial x^{2}}}}
Den generella lösningen till denna ekvation är 
{\displaystyle \xi (x,t)=f_{1}(x-vt)+f_{2}(x+vt)}
vilken kan beskriva alla endimensionella vågor. 
{\displaystyle f_{1}} beskriver en i högra riktningen gående våg med hastigheten {\displaystyle v}, medan {\displaystyle f_{2}} beskriver en vänstergående våg med samma hastighet.

## Härledningar

### Härledning från Hookes lag
I det endimensionella fallet kan vågekvationen härledas från Hookes lag. Antag en följd av små vikter med massan m sammanbundna med masslösa fjädrar med längden h och vars fjäderkonstanter är k:
Den beroende variabeln u(x) anger avståndet från jämviktspunkten till massan placerad i x, så att u(x) väsentligen mäter storleken av en störning (sträckning) som färdas genom ett elastiskt material. Krafterna som utövas på massan m i positionen x+h är
{\displaystyle F_{\mathit {Newton}}=m\cdot a(t)=m\cdot {{\partial ^{2} \over \partial t^{2}}u(x+h,t)}}
{\displaystyle F_{\mathit {Hooke}}=F_{x+2h}-F_{x}=k\left[{u(x+2h,t)-u(x+h,t)}\right]-k[u(x+h,t)-u(x,t)]}
Ekvationen för rörelsen i positionen x+h fås genom att sätta dessa två krafter som lika:
{\displaystyle {\partial ^{2} \over \partial t^{2}}u(x+h,t)={k \over m}[u(x+2h,t)-u(x+h,t)-u(x+h,t)+u(x,t)]}
där tidsberoendet hos u(x) gjorts explicit.
Om raden av vikter består av N vikter jämnt fördelade över längden  L = Nh med den totala massan M = Nm och den totala fjäderkonstanten för raden är K = k/N  kan ekvationen skrivas
{\displaystyle {\partial ^{2} \over \partial t^{2}}u(x+h,t)={KL^{2} \over M}{u(x+2h,t)-2u(x+h,t)+u(x,t) \over h^{2}}}
Med gränsvärdena N → ∞, h → 0 och antagandet att funktionen är överallt deriverbar blir detta
{\displaystyle {\partial ^{2}u(x,t) \over \partial t^{2}}={KL^{2} \over M}{\partial ^{2}u(x,t) \over \partial x^{2}}}
i enlighet med  definitionen  av andraderivata. (KL2)/M är kvadraten på utbredningshastigheten i detta speciella fall.

### Algebraisk metod
Den en-dimensionella vågekvationen är ovanlig för en partiell differentialekvation såtillvida att en relativt enkel lösning kan hittas. Genom definition av två nya variabler
{\displaystyle \xi =x-ct\quad ;\quad \eta =x+ct}
ändras vågekvationen till
{\displaystyle {\frac {\partial ^{2}u}{\partial \xi \partial \eta }}=0}
vilket leder till den allmänna lösningen
{\displaystyle u(\xi ,\eta )=F(\xi )+G(\eta )}
eller, ekvivalent
{\displaystyle u(x,t)=F(x-ct)+G(x+ct)}
Med andra ord, lösningar till den endimensionella vågekvationen är summan av en funktion F som rör sig till höger och en funktion G som rör sig åt vänster. "Rör sig" betyder att dessa individuella och godtyckliga funktioner är konstanta med avseende på x; emellertid translateras funktionerna till vänster respektive höger med tiden och med hastigheten c. Detta häleddes av Jean le Rond d'Alembert.
Ett annat sätt att erhålla detta resultat är att notera att vågekvationen kan "faktoriseras":
{\displaystyle \left[{\frac {\partial }{\partial t}}-c{\frac {\partial }{\partial x}}\right]\left[{\frac {\partial }{\partial t}}+c{\frac {\partial }{\partial x}}\right]u=0}
och därmed är
{\displaystyle {\mbox{endera}}\qquad {\frac {\partial u}{\partial t}}-c{\frac {\partial u}{\partial x}}=0\qquad {\mbox{eller}}\qquad {\frac {\partial u}{\partial t}}+c{\frac {\partial u}{\partial x}}=0}
De två sista funktionerna är advektionsekvationer, som rör sig åt vänster respektive åt höger, båda med den konstanta hastigheten c.
För ett initialvärdesproblem kan de godtyckliga funktionerna bestämmas för att uppfylla de initiala villkoren:
{\displaystyle u(x,0)=f(x)}
{\displaystyle u_{t}(x,0)=g(x)}
Resultatet är d'Alemberts formel:
{\displaystyle u(x,t)={\frac {f(x-ct)+f(x+ct)}{2}}+{\frac {1}{2c}}\int _{x-ct}^{x+ct}g(s)ds}
I den klassiska meningen, att om f(x) ∈ Ck och g(x) ∈ Ck−1 då gäller att u(t, x) ∈ Ck. Emellertid, vågformerna F och G kan vara generaliserade funktioner, sådana som delta-funktionen. I det fallet, kan lösningen tolkas som en impuls som färdas till vänster eller höger.
Den grundläggande vågekvationen är en linjär differentialekvation och superpositionsprincipen kan tillämpas, vilket innebär att förskjutningarna orsakade av en eller flera vågor är summan av de individuella vågornas förskjutningar. Dessutom  kan beteendet hos en våg analyseras genom att dela upp vågen i komponenter.